# Maafushivaru
Maafushivaru è una delle isole dell'atollo di Ari Sud, nelle Maldive. Da un punto di vista amministrativo appartiene all'Atollo Alif Dhaal.
È anche chiamata Twin Island (Isola Gemella), a causa della vicinanza con la più piccola isola disabitata di Lonubo, facilmente raggiungibile in cinque minuti di canoa; in lingua locale Maafushivaru significa "Isola dei fiori", al suo interno infatti è ben tenuto un piccolo giardino botanico.
È una località turistica a circa 30 minuti di idrovolante dall'Aeroporto Internazionale di Malé-Ibrahim Nasir.